# نهان‌گردوها
نهان‌گردوها (نام علمی: Cryptocarya) نام یک سرده از خانواده برگ‌بوئیان است.